# Mohamed Ali Mhadhbi
Mohamed Ali Mhadhbi, né le 7 août 1990 à Bizerte, est un footballeur tunisien qui évolue au poste d'attaquant.

## Biographie
Le 5 août 2014, il est arrêté en possession d'une moto volée, avant d'être libéré après trois jours de détention dans l'attente d'une convocation du juge d'instruction.

## Palmarès
- Coupe de Tunisie (1) : 2013
- Championnat de Tunisie (1) : 2014